# Втрати центру спеціального призначення «Кубінка»
У статті наведено подробиці поіменних втрат центру спеціального призначення «Кубінка» Збройних сил РФ у різних військових конфліктах.

## Російсько-українська війна
| п/п | Прізвище, ім'я, по-батькові                                         | Звання            | Дата народження | Дата смерті | Місце смерті  |
| --- | ------------------------------------------------------------------- | ----------------- | --------------- | ----------- | ------------- |
| 1.  | Щеглов Володимир Олександрович (рос. Щеглов Владимир Александрович) | лейтенант         | 19.06.1990      | 25.08.2014  |               |
| 2.  | Дмитрієв Артем Едуардович (рос. Дмитриев Артем Эдуардович)          | старший лейтенант | 10.05.1994      | 15.07.2022  |               |
| 3.  | Критський Іван Олексійович (рос. Критский Иван Алексеевич)          | старший лейтенант | 23.05.1996      | 30.07.2022  | Соледар       |
| 4.  | Савич Євген Ігорович (рос. Савич Евгений Игоревич)                  | капітан           | ?.?.1991        | 30.07.2022  |               |
| 5.  | Трунтов Сергій Олексійович (рос. Трунтов Сергей Алексеевич)         | майор             | 11.03.1987      | 19.08.2022  | Красна Поляна |
| 6.  | Зюзін Сергій Олегович (рос. Зюзин Сергей Олегович)                  | капітан           | 06.01.1991      | 23.05.2023  |               |
| 7.  | Смирнов Олексій Володимирович (рос. Смирнов Алексей Владимирович)   | лейтенант         | 31.10.1997      | 02.07.2023  |               |

## Війна в Сирії
| п/п | Прізвище, ім'я, по-батькові                                                  | Звання            | Дата народження | Дата смерті | Місце смерті    |
| --- | ---------------------------------------------------------------------------- | ----------------- | --------------- | ----------- | --------------- |
| 1.  | Прохоренко Олександр Олександрович (рос. Прохоренко Александр Александрович) | старший лейтенант | 22.06.1990      | 17.03.2016  | Тадмор          |
| 2.  | Плетньов Максим Сергійович (рос. Плетнёв Максим Сергеевич)                   | сержант           | 07.12.1994      | 31.01.2019  | провінція Ідліб |